# Anna Elisabeth Behaim

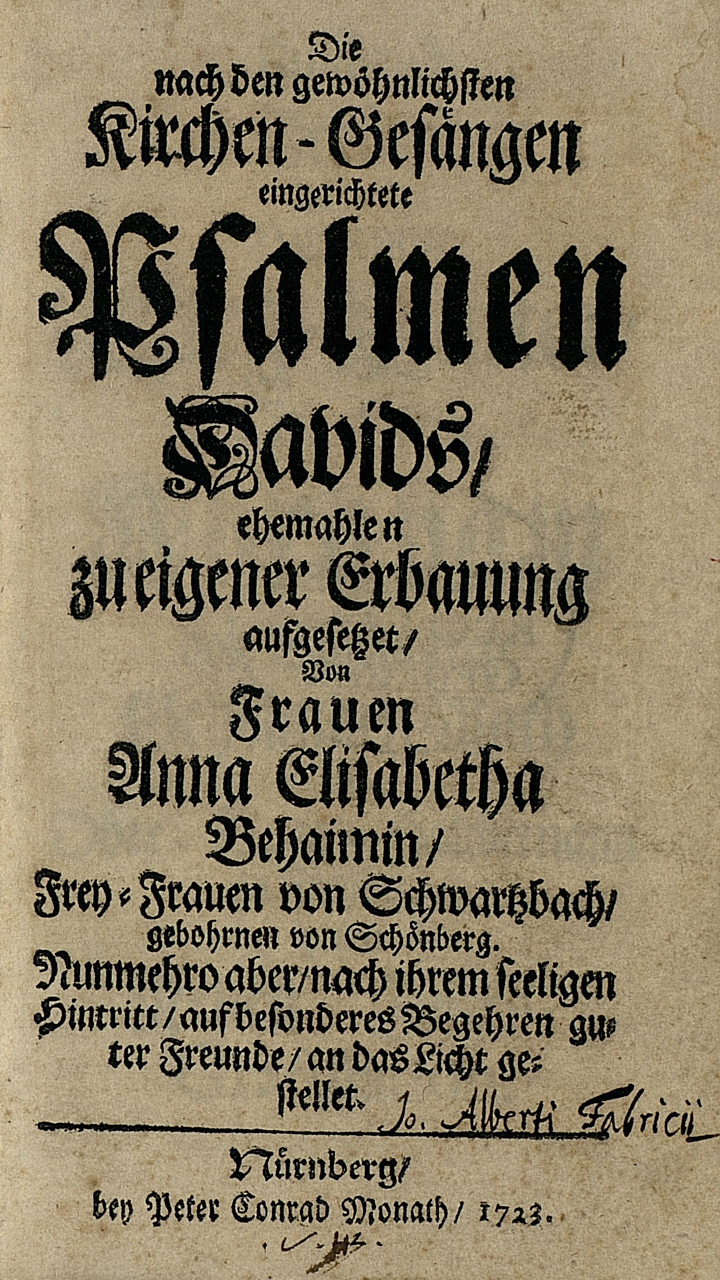
Anna Elisabeth Behaim: Die nach den gewöhnlichsten Kirchen-Gesängen eingerichtete Psalmen Davids. Monath, Nürnberg 1723.

Anna Elisabeth Behaim,  Freifrau von Schwarzbach, geb. von Schönberg (* 9. Januar 1685 in Zechau; † 21. Februar 1716 in Hirschfeld) war eine deutsche Dichterin geistlicher Lieder. Sie hat die Psalmen Davids entsprechend den „gewöhnlichsten Kirchen-Gesängen“ aufgesetzt, geistliche Betrachtungen aufgeschrieben und Gedichte verfasst.

## Leben und Familie
Anna Elisabeth wurde am 9. Januar 1685 in Zechau geboren. Sie war die Tochter des sachsen-weißenfelsischen Geheimen Rates und Kanzlers Caspar Abraham von Schönberg (1637–1703) und dessen Frau Magdalene Sibylle von Bose. Am 9. November 1702 heiratete sie Georg Friedrich Behaim, Freiherr von Schwarzbach aus Nürnberg. Sie starb krankheitsbedingt am 21. Februar 1716 in Hirschfeld und wurde am 10. April begraben.

## Werk
Anna Elisabeth Behaim hat zu ihrer eigenen Erbauung die Psalmen Davids gemäß den „gewöhnlichsten Kirchen-Gesängen“ aufgeschrieben und hat diese ihrem Vater Caspar Abraham von Schönberg zum neuen Jahr geschenkt. Nach ihrem Tod wurde die Psalmensammlung inklusive einer Widmung an den Vater und etlichen geistlichen Betrachtungen im Anhang von Peter Conrad Monath 1723 in Nürnberg veröffentlicht. Die Psalmen entsprechen meist der Form von sechs- bis achtzeiligen Strophen, die mit drei- bis vierhebigen jambischen Versen aufgebaut sind. Darüber hinaus hat sie auch ein Klagelied auf den Tod ihres Ehemanns Georg Friedrich Behaim verfasst, das nach ihrem Ableben unter den Schriften ihres Nachlasses gefunden wurde.

### Veröffentlichungen
- Anna Elisabeth Behaim: Die nach den gewöhnlichsten Kirchen-Gesängen eingerichtete Psalmen Davids, ehemalen zu eigener Erbauung aufgesetzet. Monath, Nürnberg 1723 (Digitalisat).

- Anna Elisabeth Behaim: Ach! Kummer der mein Hertz ohn Unterlaß beklemmet. In: Carl Andreas Redel (Hrsg.): Die für Verlangen nach Gott zumalmte Seele, Bey denen Hoch-Freyherrlichen Exequien Der ... Frauen Fr. Annen Elisabethen Beheimin, Frauen von Schwartzbach ... Herrn George Friedrich Beheims ... Hinterbliebener Frau Witwe und Gemahlin Nachdem dieselbe den 21ten Febr. 1716 zu Hirsch-Feld sanfft und selig verschieden ... Kuhfuß, Freyberg 1716, S. 44. (Digitalisat).
- Anna Elisabeth Behaim: Mein Hertze dicht ein feines Lied. In: Karl Wilhelm Bindewald (Hrsg.): Deutschlands Dichterinnen. Blüthen deutscher Frauenpoesie. Band 1. Osterwieck/Harz, Zickfeld 1896, S. 416 (Werkverweis).